# BNP Paribas Open 2025
Die BNP Paribas Open 2025 waren ein Tennisturnier der WTA Tour 2025 für Damen und ein Tennisturnier der ATP Tour 2025 für Herren in Indian Wells, welche zeitgleich vom 5. bis 16. März 2025 in Indian Wells im Indian Wells Tennis Garden, Kalifornien stattfinden.
Außerdem fanden Juniorenturniere für beide Geschlechter und ein Turnier für gemischte Doppel statt.

## Herrenturnier
→ Hauptartikel: BNP Paribas Open 2025/Herren
→ Qualifikation: BNP Paribas Open 2025/Herren/Qualifikation

## Damenturnier
→ Qualifikation: BNP Paribas Open 2025/Damen/Qualifikation